# Celso Blues Boy
Celso Blues Boy (Río de Janeiro, 5 de enero de 1956 - Joinville, 6 de agosto de 2012) cuyo nombre de nacimiento era Ricardo Celso Furtado de Carvalho, fue un cantante, compositor y guitarrista de Brasil.
Comenzó su carrera profesional en la década de 1970, acompañado de Raul Seixas y Sá & Guarabyra. Reunió a la banda Legião Estrangeira en 1976, con la que se presentaba en bares y discotecas. Llegó a ser más conocido después de 1980, cuando envió una cinta a Radio Fluminense, en Río dirigido al repertorio rock. Grabó su primer álbum en 1984, "Som na Guitarra", que incluía su mayor éxito: "Aumenta que Isso Aí É Rock'n Roll". Uno de los primeros en cantar blues en portugués, eligió el nombre artístico en homenaje al ídolo B.B. King, uno de los padres del género, que también tocó en la década de 1980. Los últimos años de su vida vivió en Joinville, Santa Catarina.
Era un hincha distinguido del equipo Vasco da Gama, participando en un Megashow conmemorativo por los 113 años del club, en el que tocó con la guitarra el Himno del Club de Regatas Vasco da Gama.
Murió el 6 de agosto de 2012 en Joinville debido a un cáncer de garganta.

## Discografía
- (1984) Som na Guitarra
- (1986) Marginal Blues
- (1987) Celso Blues Boy 3
- (1988) Blues Forever
- (1989) Quando A noite Cai
- (1991) Celso Blues Boy
- (1996) Indiana Blues
- (1998) Nuvens Negras Choram
- (1999) Vagabundo Errante
- (2008) Quem foi Que falou Que Acabou O Rock n' Roll?
- (2011) Por Um Monte De Cerveja